# Ni Ophiuchi
Ni Ophiuchi (ν Oph / 64 Ophiuchi / HD 163917) es una estrella de la constelación de Ofiuco, el portador de la serpiente, de magnitud aparente +3,31.
Ocasionalmente recibe el nombre de Sinistra, significando «la izquierda» en latín, si bien se encuentra situada en la mano derecha de Ofiuco.

## Características
Distante 151 años luz del sistema solar, Ni Ophiuchi es una gigante naranja de tipo espectral K0III, también catalogada como G9III, cuya temperatura efectiva es de 4965 ± 40 K.
A partir de su diámetro angular —2,79 ± 0,11 milisegundos de arco— se obtiene que su radio es 14 veces más grande que el radio solar.
Gira sobre sí misma con una velocidad de rotación proyectada de 3,04 km/s, lo que conlleva un período de rotación de hasta 34 días.
Su luminosidad equivale a 123 veces la luminosidad solar y presenta un contenido metálico algo por encima del de nuestra estrella ([Fe/H] = +0,13).
Sin embargo, su contenido de cianógeno es inferior al habitual, lo que implica un bajo contenido de nitrógeno o carbono.
Tres veces más masiva que el Sol, tiene una edad aproximada de 330 - 445 millones de años.

## Compañeras subestelares
Se conoce la existencia de dos enanas marrones en órbita alrededor de Ni Ophiuchi.
La más interior, denominada Ni Ophiuchi b, fue descubierta en 2004.
Orbita a una distancia media de 0,18 UA de la estrella y su período orbital es de 536 días.
Por su parte, Ni Ophiuchi c fue descubierta en 2010 y el semieje mayor de su órbita es de 5,88 UA, correspondiendo un período orbital de 3169 días.
Ambos objetos poseen una masa mínima similar, respectivamente 22,3 y 24,5 veces la masa de Júpiter para Ni Ophiuchi b y c.
Lo más probable es que estas dos compañeras subestelares se hayan formado en un disco circunestelar en torno a la estrella.